# Hieracium czeschaense
Hieracium czeschaense es una especie de planta con flor del género Hieracium, de la familia Asteraceae, orden Asterales.

## Distribución
Hieracium czeschaense se distribuye por Rusia.

## Taxonomía
Fue descrita científicamente por R. N. Shlyakov. Fue publicada en Arktichesk. Fl. SSSR.